# Don't Ever Change (chanson)
Singles de The Crickets
He's Old Enough To Know Better / I'm Feeling Better I Believe in You / Parisian Girl
Don't Ever Change est une chanson populaire américaine écrite en 1961 par Gerry Goffin et Carole King. Elle est l'une de leurs moins connues, bien qu'une version par The Crickets ait atteint le top 5 au Royaume-Uni.

## Reprises

### Les Beatles
Pistes inédites enregistrées à la BBC
Ooh! My Soul
(Live at the BBC) I'm Talking About You (On Air)
Produite par Terry Henebery, elle a été enregistrée à la BBC le 1er août 1963, au Playhouse Theatre (en) de Manchester, pour une diffusion le 27 août suivant pour la 11e édition de l'émission radio Pop Go the Beatles (en). C'est une des rares harmonies en duo entre Paul McCartney et George Harrison. Cette prestation est incluse dans la compilation Live at the BBC. 

#### Personnel
- Paul McCartney – chant, basse
- George Harrison – chant, Guitare solo
- John Lennon – guitare rythmique
- Ringo Starr – batterie[1]

### Autres versions
La chanson a également été reprise par Brinsley Schwarz sur leur album Please Don't Ever Change en 1973, par Bryan Ferry la même année sur son album These Foolish Things et par Mud sur leur album Mud Featuring Les Gray en 1982.